# 3401 Vanphilos
A 3401 Vanphilos (ideiglenes jelöléssel 1981 PA) egy marsközeli kisbolygó. Harvard Obszervatórium fedezte fel 1981. augusztus 1-én.